# 존 마틴 (화가)
존 마틴(John Martin, 1789년 7월 19일 ~ 1854년 2월 17일)은 영국의 낭만파 화가이다.

## 주요 작품

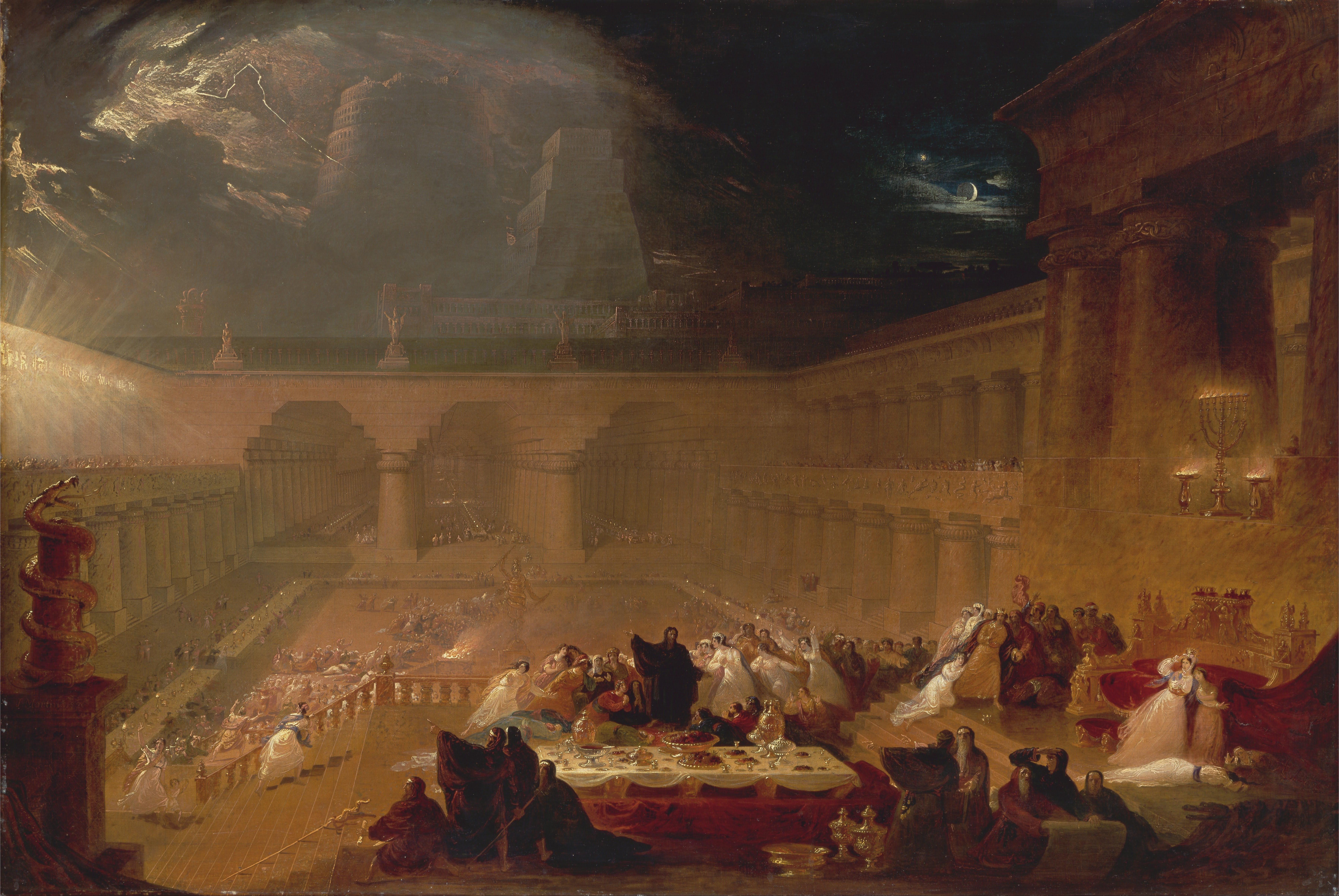
Belshazzar's Feast
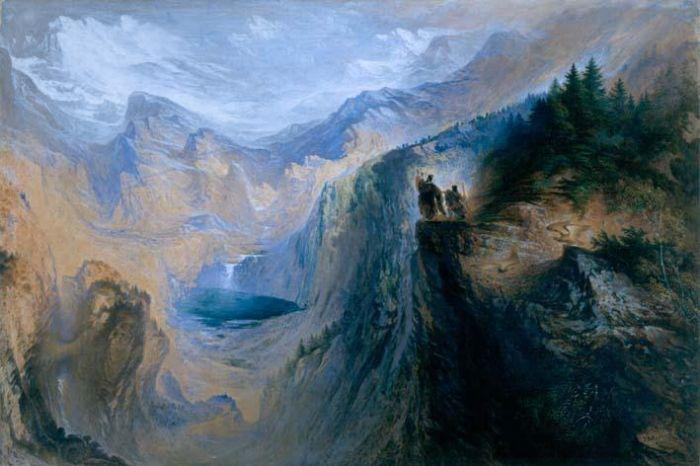
Manfred on the Jungfrau
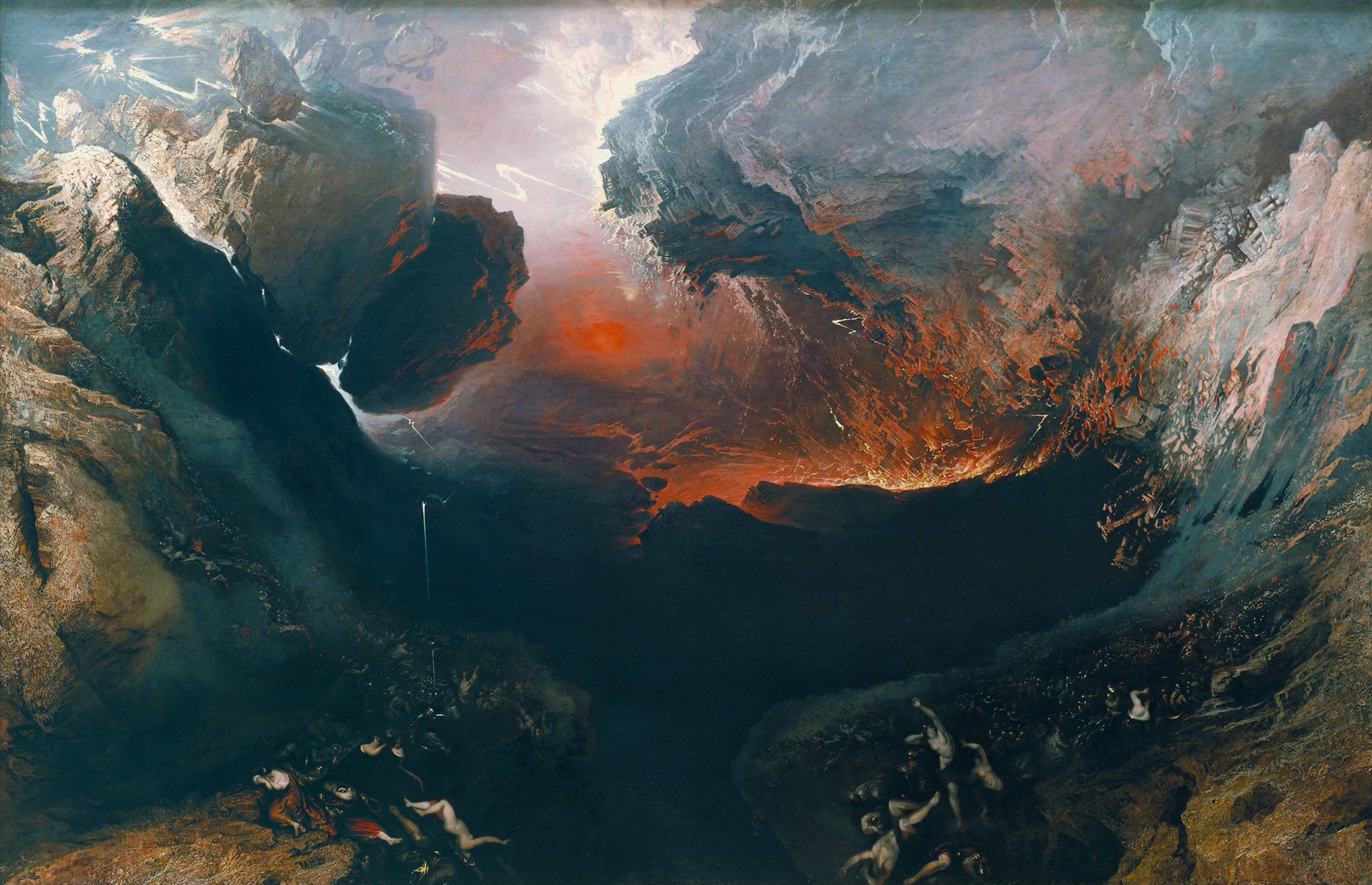
The end of the world